# Microlimax pallidipuncta
Microlimax pallidipuncta är en fjärilsart som beskrevs av George Francis Hampson 1896. Microlimax pallidipuncta ingår i släktet Microlimax och familjen Epipyropidae. Inga underarter finns listade i Catalogue of Life.